# CAC 40
CAC 40 er det førende franske aktieindeks på Euronext Paris (børsen i Paris). Navnet stammer fra Compagnie des Agents de Change, som bedst kan oversættes med Selskabet for Børsmæglere. I dag betyder navnet imidlertid Cotation assistée en continu, som betyder et Uafbrudte assisterede Noteringer. Dette skal udlægges sådan, at indekset opdateres hvert 15. sekund og indeholder de aktier, der er fra de største firmaer, og som er mest handlet.
Indekset er grundlagt 31. december 1987 med indekspoint lig 1.000.

## Sammensætning
Indekset indeholder de 40 mest handlede aktier på børs nr. 1, som kun indeholder firmaer, der har en børsværdi på mindst
1 milliard euro, hvoraf mindst 25% af kapitalen skal være aktiekapital.